# Intermezzo (Tailleferre)
Pour les articles homonymes, voir Intermezzo.
Intermezzo est une œuvre pour deux pianos composée par Germaine Tailleferre en 1946.

## Histoire
À son retour des États-Unis après la seconde guerre mondiale, Germaine Tailleferre compose au départ une musique pour un film intitulé Torrents, réalisé par Serge de Poligny. Cette partition est dédiée aux jumeaux nouveau-né de ses amis Denise Tual et Roland Tual, Jacques et Christian,. Elle en extrait cet intermezzo, d'abord pour flûte et piano. La réduction pour deux pianos est publiée en 1998 par Musik Fabrik.
Elle reprendra le thème de cet intermezzo pour le mouvement final de son Concertino pour flûte, piano et orchestre à cordes en 1952.